# Coilochilus
Coilochilus é um dos dois gêneros que compõe a subtribo Cryptostylidinae, pertencente à família das orquídeas (Orchidaceae). Este gênero é formado por uma única espécie de plantas terrestres, que só existem na Nova Caledônia. São plantas terrestres glabras perenes; sem tubérculos, com longas raízes carnosas verrucosas; com uma folha mais longa que larga, eretas, coriáceas e pecioladas; inflorescência racemosa, com muitas flores que medem menos de dois milímetros e não ressupinam de cores pouco vistosas, com sépalas e pétalas parecidas porém ligeiramente diferentes; e labelo fixo e imóvel, de tamanho similar aos outros segmentos, com lobo intermediário espesso, concavo; coluna curta e apoda com quatro polínias.

## Publicação e Sinônimos
- Coilochilus Schltr., Bot. Jahrb. Syst. 39: 36 (1906).

Espécie tipo:
- Coilochilus neocaledonicum Schltr., Bot. Jahrb. Syst. 39: 36 (1906).